# 内罗毕日本人学校
内罗毕日本人学校是位于肯尼亚内罗毕的日本人学校。

## 歷史
学校成立于1970年5月9日。1995年8月16日，學校校長浅野邦章在抢劫中丧生。